# Metal prelacado
Según la norma EN 13523-0, un metal prelacado es un metal sobre el cual un recubrimiento (por ejemplo, pintura, film, etc.) ha sido aplicado por el método Coil Coating. Cuando se aplica sobre el sustrato metálico, el material de revestimiento (en líquido, en pasta o en polvo) forma una película que posee propiedades protectoras, decorativas y/o específicas de otro tipo.
En 40 años, la producción de metal prepintado en Europa se ha multiplicado por 18.

## Metal
La elección de sustrato metálico se determina por las propiedades de resistencia, dimensionales, mecánicas y de corrosión requeridas del producto recubierto en uso. Los sustratos metálicos más comunes que se recubren orgánicamente son:
- Acero galvanizado en inmersión en caliente (HDG), que consta de un sustrato de acero reducido en frío en la que una capa de zinc se recubre mediante un proceso de inmersión en caliente para impartir mejores propiedades de corrosión sobre el acero base.
- Otras aleaciones a base de zinc están revestidas sobre acero y se utilizan como sustrato para revestimiento de bobinas, dando diferentes propiedades. Le dan una mayor resistencia a la corrosión en condiciones particulares.
- Acero electro-galvanizado (EG)[3] consiste en un sustrato reducido en frío sobre el que se recubre de una capa de zinc por un procedimiento electrolítico.
- Acero reducido en frío (CR) sin ningún recubrimiento de zinc
- Forjado aleaciones de aluminio
- Muchos otros sustratos se recubren orgánicamente: zinc/hierro, acero inoxidable, hojalata, latón, zinc y cobre.

## Recubrimientos
Existe una amplia gama de revestimientos orgánicos que se utilizan para recubrir el metal prepintado, los cuales se desarrollan con el fin de proporcionar diferentes niveles de durabilidad y rendimiento, o para satisfacer diferentes requisitos estéticos. Los recubrimientos más comúnmente aplicados se basan en pinturas líquidas, aunque los films (también conocidos como laminados) y pinturas en polvo se utilizan en cantidades menores. Estas son las pinturas líquidas (por ejemplo, imprimaciones, acabados / reversos,  en diferentes calidades poliésteres, plastisoles, poliuretanos, fluoruros de polivinilideno (PVDF), resinas epoxi), revestimientos en polvo y films laminados.
Las pinturas líquidas representan más del 90% de los recubrimientos que se utilizan para recubrir el metal prepintado. Los films se utilizan a menudo cuando se requiere una calidad estética muy elevada. Se pueden lograr diferentes espesores de película, colores y acabados (liso, estructurado o tintas). Los recubrimientos en polvo se pueden describir como pintura sólida, que puede ser fundida para formar una película continua sobre el sustrato. Cada tipo de recubrimiento tiene sus ventajas específicas, pueden ser espesor, brillo, dureza, flexibilidad, durabilidad en el tiempo o resistencia a los ataques químicos. La elección del sistema más adecuado debe basarse en su uso y el rendimiento esperado.

## Proceso
El Recubrimiento de bobinas es un proceso en continuo de alto volumen de proceso, que produce un producto consistente en comparación con lotes postlacados. El revestimiento de bobina proporciona controles que son virtualmente imposibles de alcanzar con otros procesos de pintura. Tratar con una chapa plana permite un excelente control de la deposición de recubrimiento tanto de pretratamiento, como de pintura.
En un proceso en continuo, una bobina de metal de hasta 2,6 m de ancho, en movimiento a velocidades de hasta 200m/min, se desenrolla y ambas caras del metal, anverso y reverso, se limpian, se tratan químicamente, se aplica la imprimación, se cura a través de un horno, se aplica el acabado, se cura de nuevo a través de un horno, se rebobina y se empaqueta para su envío.

## Aplicaciones de Mercado
El producto final de la industria Coil Coating es una banda de metal prepintado. Tiene numerosas aplicaciones en varias industrias, incluyendo:
- La industria de la construcción para aplicaciones tanto en interiores como al aire libre;[4]
- La industria del automóvil y del transporte;
- La producción de electrodomésticos, incluidas las lavadoras;
- Armarios para productos electrónicos;
- Muebles de oficina;
- Iluminación;
- Utensilios para hornear.